# El grano de mostaza
El grano de mostaza és una pel·lícula espanyola del gènere comèdia dirigida el 1962 per José Luis Sáenz de Heredia. El guió pretén establir una moralitat pretensiosa amb la situació internacional, però malgrat això gràcies als seus diàlegs còmics i un plantejament enginyós va tenir un cert ressò.

## Sinopsi
Durant una partida de dominó, el botiguer de pordellanes Evelino Galindo manté una agra discussió amb un company de joc al que acaba reptant-lo a mort. Quan s'adona del que ha fet, intenta fugir d'estudi per tots els mitjans al seu abast.

## Repartiment
- Rafael Alonso - Leoncio Toledano
- Rafaela Aparicio
- Mariano Azaña
- José Bódalo
- Juan Cortés
- Margot Cottens
- Eulália del Pino
- Beni Deus
- Adriano Domínguez
- Antonio Garisa
- Agustín González
- Manolo Gómez Bur - Evelio Galindo
- Rafael Hernández - Empleat gasolinera
- Fuensanta Lorente
- Rafael López Somoza
- Gracita Morales - esposa d'Evelio
- Jesús Morris
- Paco Morán
- Adrián Ortega
- Erasmo Pascual - Guardacotxes
- Encarna Paso
- Francisco Piquer
- Gustavo Re
- José Riesgo
- Pablo Sanz
- Amparo Soler Leal - Matilde, esposa de Leoncio
- Salvador Soler Marí
- José María Tasso
- Valentín Tornos

## Premis
Medalles del Cercle d'Escriptors Cinematogràfics
| Any  | Categoria                | Guanyador                  |
| 1962 | Millor argument original | José Luis Sáenz de Heredia |